# Zou (rivier)
De Zou is een 150 kilometer lange rivier in Benin.
De Zou is de belangrijkste zijrivier op de rechteroever van de Ouémé. De rivier stroomt van noord naar zuid. De samenloop met de Zou wordt gezien als de scheiding tussen de boven- en de benedenloop van de Ouémé. Na de samenvloeiing verandert de Ouémé in een traagstromende rivier met klein verloop.
Het departement Zou in het centrum van Benin is naar de rivier genoemd.